# Rainer av Österrike (1827–1913)

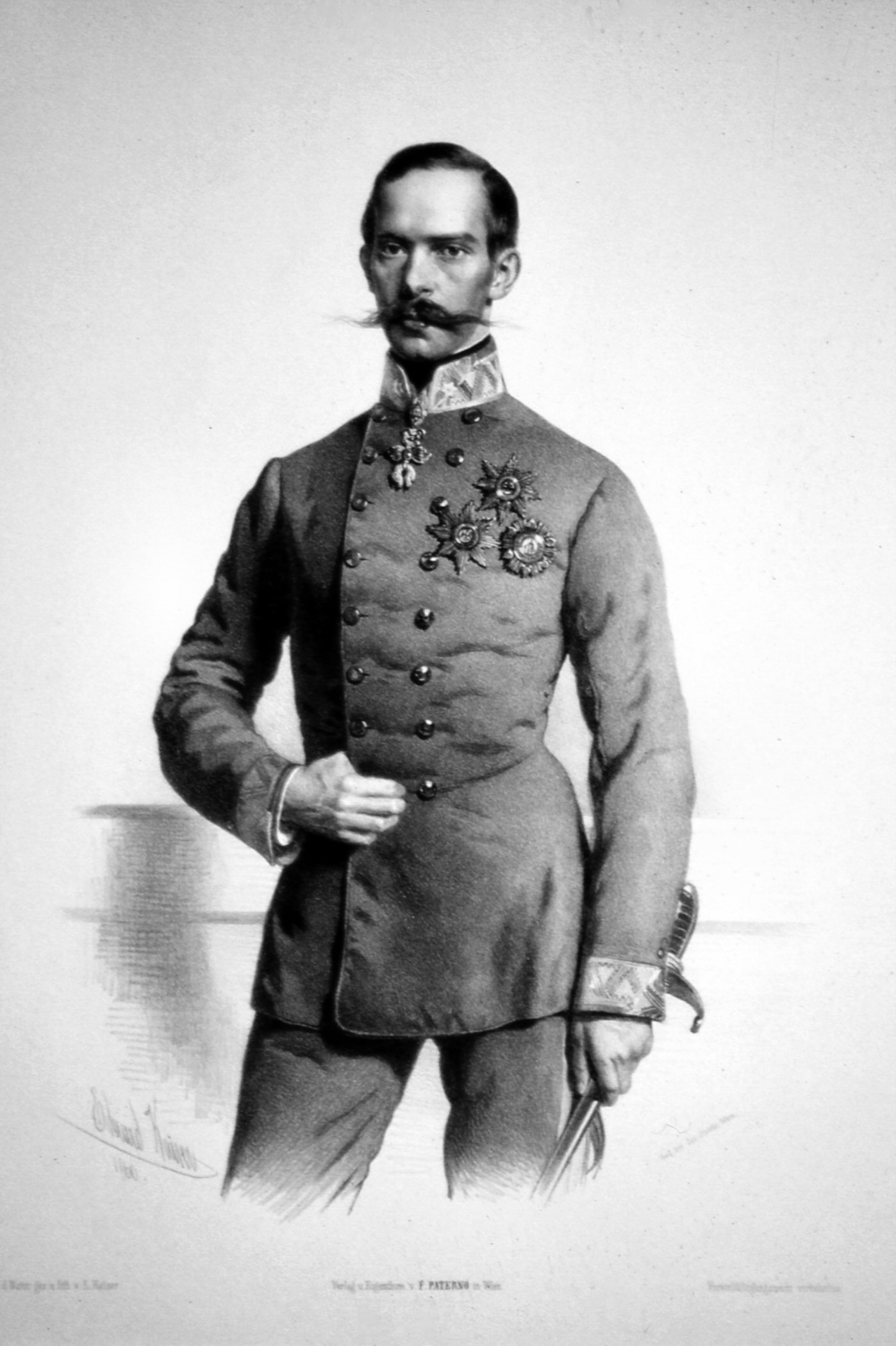
Ärkehertig Rainer 1860, litografi av Eduard Kaiser.

Rainer Ferdinand Maria Johann Evangelist Franz Ignaz, född den 11 januari 1827 i Milano, död den 27 januari 1913 i Wien, var ärkehertig av Österrike, son till kejsar Leopold II:s yngste son ärkehertig Rainer av Österrike (1783–1853).
Rainer blev 1857 president i riksrådet och innehade 1861–1865 ordförandeskapet i den av Schmerling bildade ministären, men deltog sedan inte i det politiska livet. 
Han utövade ett betydande mecenatskap och var från 1862 kurator för Wiens vetenskapsakademi. År 1884 inköpte han den stora, av Theodor Graf i Fajum funna samlingen av fornegyptiska handskrifter ("Papyrus Rainer"), som han skänkte till Hovbiblioteket i Wien.
Rainer gifte sig 1853 i Wien med sin kusin, ärkehertiginnan Maria Karoline av Österrike (1825–1915). I äktenskapet föddes inga barn. 